# 常捷軍
常捷軍，又稱「花頭勇」、「花勇」、「信義軍」、「中法混合軍」，指清朝同治年間，一支法國政府協助清政府對抗太平天國的洋槍隊。由法國軍官任統領，中國人及菲律賓傭兵士卒組成。
同治元年（1862年）六月，法國駐寧波艦隊司令勒伯勒東及寧波海關稅務司日意格、在寧波招「花勇」，勒伯勒東任統領，日意格任幫統。
同治二年（1863年），常捷軍統領勒伯勒東戰死。達耳第福繼任統領，亦在紹興陣亡，由德克碑接任。
同治三年（1864年）九月解散。